# Ruskov
Ruskov (maďarsky Regetruszka) je obec na Slovensku v okrese Košice-okolí.

## Polohopis

### Ulice
Staničná, Kucik, Dolná, Horná, Stredná, Dlhá, Strmá, Lesná, Bočná, Hlavná, Ďurkovská, Slanecká, Čalovka, Školská, Slančícka,Kostolná, Poľná, Tichá

### Vodní toky
Bystrý potok[nepřesný odkaz]

### Sousední obce
Vesnice sousedí s těmito vesnicemi : Slančík, Blažice, Bohdanovce, Ďurkov, Rákoš, Olšovany, Slanské Nové Mesto, Slanec, Svinica, Vyšný Čaj.

## Symboly obce
Znak, vlajka …
- Znak – v kruhopisu má nápis REGETE RUSZKA HELYSÉGE PETSÉTYE 1840. V obraze je rolník s pluhem taženým dvěma voly, vlevo jsou stromy naznačující les. Jsou tam čtyři vysoké topoly označující čtyři východy z obce.

## Dějiny
První písemná zmínka pochází z počátku 14. století, i když vesnice byla založena kolem 11.-12. století, když tu vznikla osada ruských strážců důležité cesty z údolí Torysa přes Slanské vrchy až do Zemplína. V té době bylo obyvatelstvo slovanské, ale ne ruské. Obyvatelé pocházeli ze západoevropské větve a byli to přímí předchůdci Slováků. Nejstarší zmínka o kostele a faře je přibližně z let 1332–1335, kdy farář vybíral papežské desátky.

## Hospodářství a infrastruktura

### Doprava
- Je autobusová i vlaková, prochází zde silnice II. třídy II/576.

### Školství
- Mateřská škola
- Základní škola

## Osobnosti
- Anton Ruščák - římskokatolický kněz, tvůrce významných náboženských pojednání a župní tabulárních soudce
- István Csáky - hrabě, vykonával funkce hlavního župana Kužskej župy, hlavního župana Spišské župy a královského šeňkéřem